# Пересоляк Михайло Юрійович
Миха́йло Ю́рійович Пересоля́к — старший сержант Збройних сил України, учасник російсько-української війни.

## З життєпису
Станом на 2012 рік сержант Пересоляк проходив службу в 16-у танковому батальйоні, Ужгород.

## Нагороди
За особисту мужність і героїзм, виявлені у захисті державного суверенітету та територіальної цілісності України, вірність військовій присязі під час російсько-української війни
- нагороджений орденом «За мужність» III ступеня (22.1.2015).